# Cratere Vigée-Lebrun
Vigée-Lebrun  è un cratere sulla superficie di Venere. Deve il proprio nome alla pittrice francese Élisabeth Vigée Le Brun.